# جون فيري
جون فيري (بالإنجليزية: John Phiri)‏ هو لاعب كرة قدم زيمبابوي في مركز الوسط، ولد في 3 مايو 1962 في زيمبابوي. لعب مع وارتا بوزنان.